# Calliclytus schwarzi
Calliclytus schwarzi là một loài bọ cánh cứng trong họ Cerambycidae.